# Johann Duhaupas
Johann Duhaupas (ur. 5 lutego 1981 w Abbeville) – francuski bokser, były pretendent do tytułu mistrza świata wagi ciężkiej.

## Kariera
Zawodową karierę rozpoczął w 2004 roku. W 2008 roku, mając rekord siedemnastu zwycięstw i żadnej porażki, zmierzył się z Włochem Francesco Pianetą. Doznał wówczas pierwszej zawodowej porażki, przegrywając na punkty. Stawką walki był pas mistrza Unii Europejskiej.
13 marca 2015 roku zawalczył w Stuttgarcie o pas IBF Inter-Continental z Erkanem Teperem. Walka była bardzo wyrównana, ale przegrał jednogłośnie na punkty. Jego rekord wynosił wówczas trzydzieści jeden zwycięstw i dwie porażki.
10 kwietnia 2015 roku w Moskwie pokonał jednogłośnie na punkty późniejszego mistrza WBA Regular w wadze ciężkiej, Manuela Charra.
26 września 2015 roku w Birmingham stanął do walki o pas mistrza świata WBC w wadze ciężkiej, mając za rywala obrońcę tego tytułu Deontaya Wildera (34-0, 33 KO). Choć spisywał się całkiem dobrze, to przegrał przed czasem w jedenastej rundzie.
2 kwietnia 2016 roku w Helsinkach, choć nie był faworytem, to pokonał przez nokaut w szóstej rundzie faworyta publiczności, Roberta Heleniusa (22-0, 11 KO). Dzięki temu wywalczył pas WBC Silver w wadze ciężkiej.
17 grudnia 2016 roku w Jekaterynburgu przegrał przez nokaut w szóstej rundzie z Aleksandrem Powietkinem (30-1, 22 KO).
28 kwietnia 2018 w Barclays Centre, Brooklynie, zmierzył się z Jarrellem Millerem (21-0-1, 18 KO). Po dwunastu rundach Amerykanin zwyciężył jednogłośnie na punkty (119-109, 119-109, 117-111).